# Sirens of the Sea (film 1917)
Sirens of the Sea è un film muto del 1917 sceneggiato e diretto da Allen Holubar

## Trama
In un'isola greca, durante una tempesta, viene ritrovata una bambina di cui non si conoscono i genitori. La piccola, alla quale viene dato il nome di Lorelei, viene adottata dai ricchi signori Stanhopes che la amano come una figlia. A diciott'anni, Lorelei invita le sue compagne di scuola nella sua villa. Lì, le ragazze passano il tempo in spiaggia, nuotando e divertendosi. Dal mare, spunta un giorno uno yacht: appartiene al ricco e disincantato Gerald Waldron, in vacanza insieme all'amico Hartley. I due, al vedere quelle belle ninfe, decidono di sbarcare.

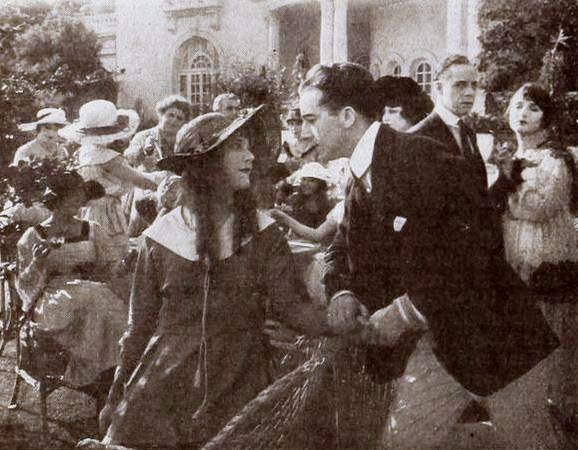
Louise Lovely e Jack Mulhall (sullo sfondo, William Quinn e Carmel Myers

 Sono subito affascinati da Lorelei, che si mettono ambedue a corteggiare, suscitando la rabbia di Julie, una delle ospiti alla villa. La ragazza, da sempre gelosa di Lorelei, quando quest'ultima si mette ad amoreggiare con Gerald, si accorda con Hartley per separare i due innamorati. Il piano sembra riuscire, perché Lorelei comincia a diffidare di Gerald quando Hartley le racconta come il suo ammiratore sia un tipo inaffidabile, pieno di ragazze, con una fidanzata in ogni porto. Una sera, mentre si trova con lei, Gerald le fa delle avances, ma Lorelei fugge in mezzo alle rocce, saltando da una rupe. Affranto, l'uomo si mette a cercarla: quando la ritrova, i due hanno un chiarimento e decidono di partire insieme, facendo vela per l'America.

## Produzione
Il film fu prodotto dall'Universal Film Manufacturing Company. Venne girato all'Isola di Santa Catalina.

## Distribuzione
Distribuito dall'Universal Film Manufacturing Company, il film uscì nelle sale cinematografiche statunitensi il 20 settembre 1917.
Non si conoscono copie ancora esistenti della pellicola che viene considerata presumibilmente perduta.